# Maruszyna

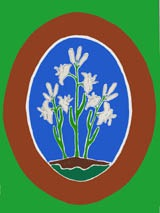
Nieoficjalny herb wsi Maruszyna

Maruszyna – wieś w Polsce, położona w województwie małopolskim, w powiecie nowotarskim, w gminie Szaflary.
Wieś królewska, położona w drugiej połowie XVI wieku w powiecie sądeckim województwa krakowskiego, należała do tenuty nowotarskiej.
W latach 1954–1961 wieś należała i była siedzibą gromady Maruszyna, po jej zniesieniu w gromadzie Bańska. W latach 1975–1998 miejscowość administracyjnie należała do województwa nowosądeckiego. Położona jest na półncnych krańcach Pogórza Gubałowskiego i w Kotlinie Nowotarskiej, w  historyczno-etnograficznym regionie Podhale, wzdłuż drogi Papieskiej, z której roztaczają się rozległe widoki na Tatry Wysokie i Tatry Zachodnie.
| SIMC    | Nazwa     | Rodzaj    |
| ------- | --------- | --------- |
| 0466394 | Babiarze  | część wsi |
| 0466402 | Bukowa    | część wsi |
| 0466419 | Byliny    | część wsi |
| 0466425 | Chodówka  | część wsi |
| 1050129 | Gancarze  | część wsi |
| 1050141 | Janiki    | część wsi |
| 0466431 | Kosy      | część wsi |
| 0466448 | Pod Żarem | część wsi |
| 0466454 | Stanki    | część wsi |
| 0466460 | Stopki    | część wsi |
| 1050230 | Śpiewaki  | część wsi |
| 0466477 | Zubki     | część wsi |

Od 1984 Maruszyna jest siedzibą rzymskokatolickiej parafii Przemienienia Pańskiego.
Znajdują się tam dwie szkoły podstawowe: Szkoła Podstawowa im. Św. Stanisława Kostki w Maruszynie Górnej oraz Szkoła Podstawowa w Maruszynie Dolnej.

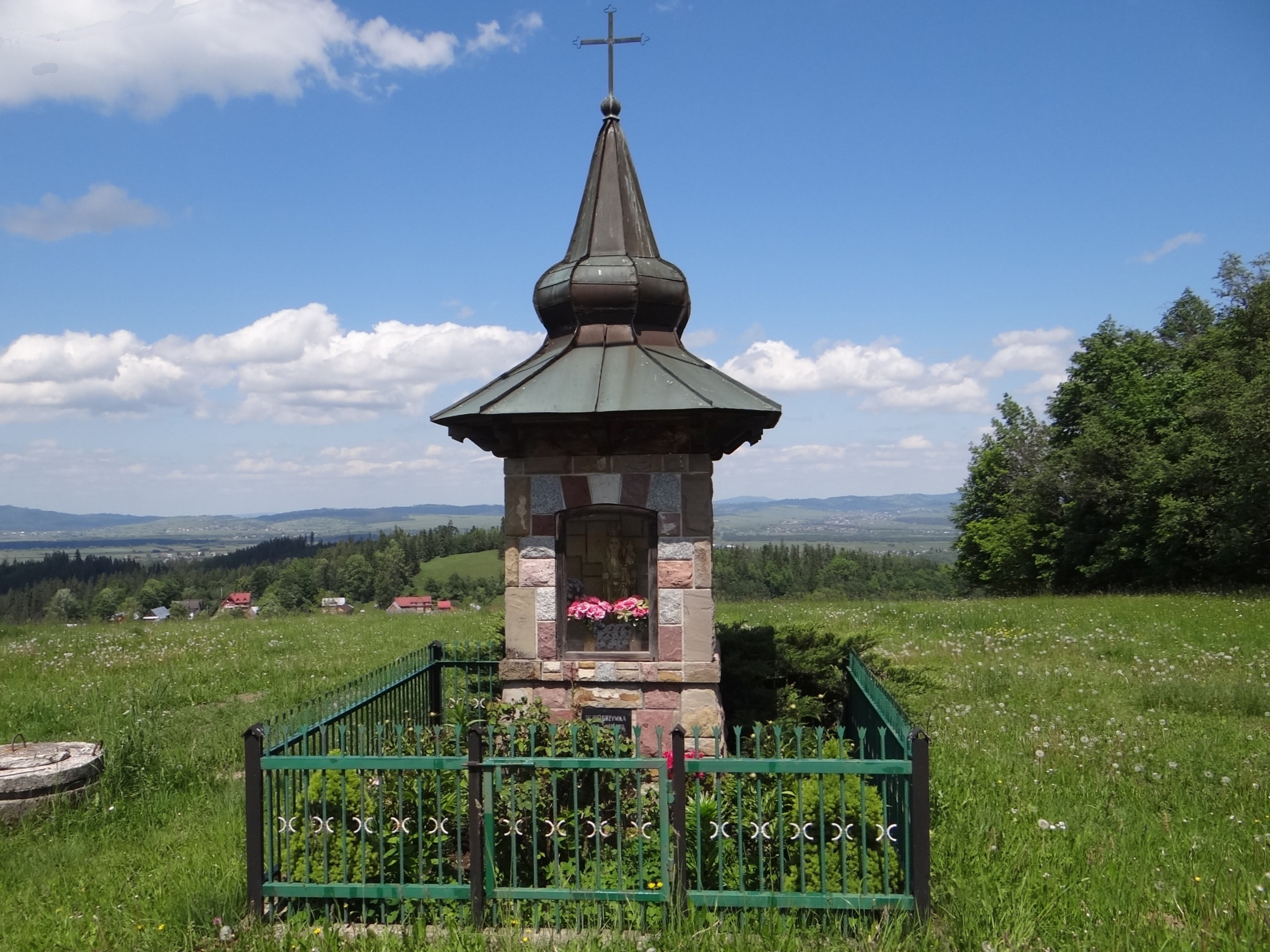
Przydrożna figurka
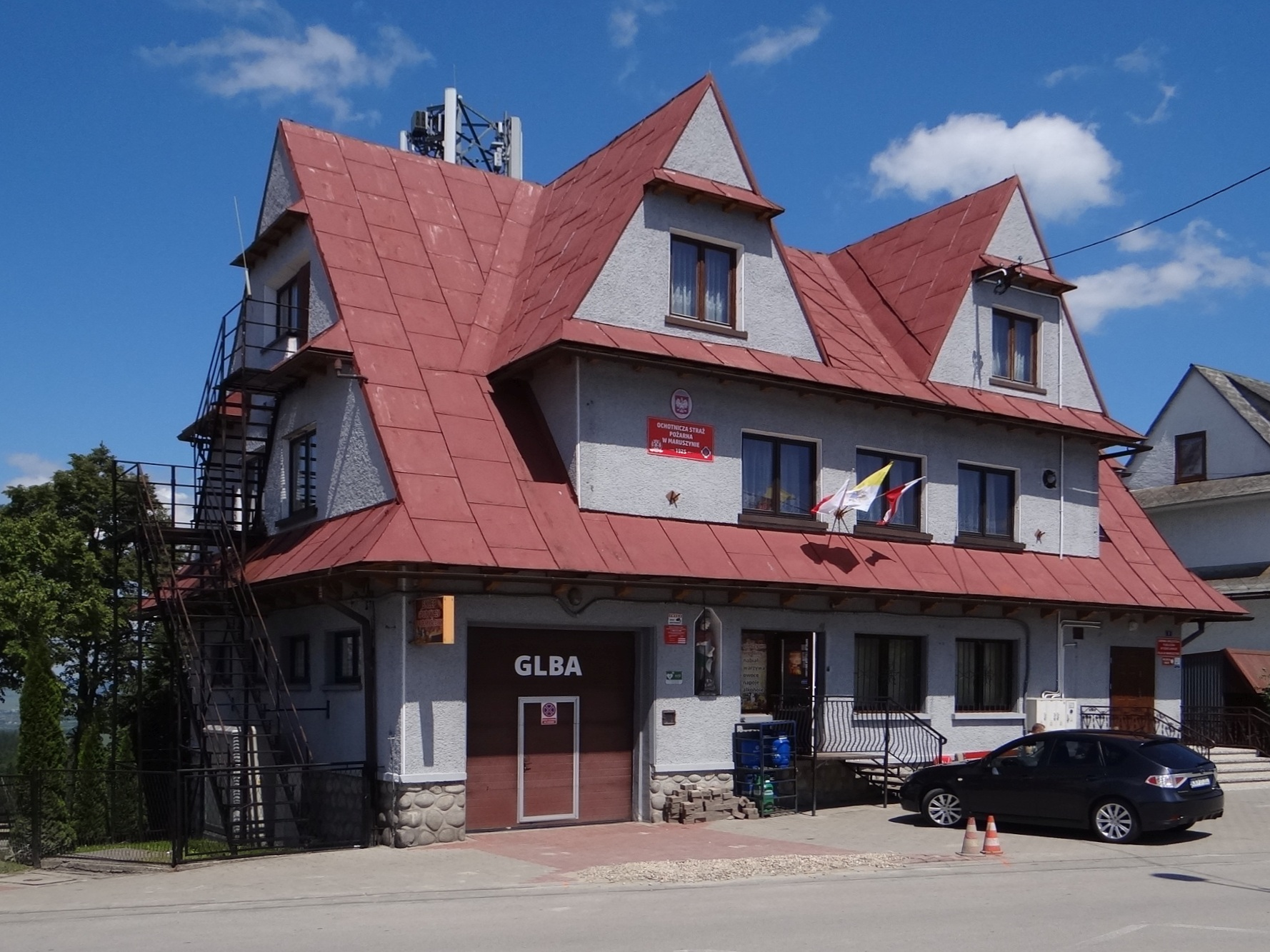
Remiza OSP
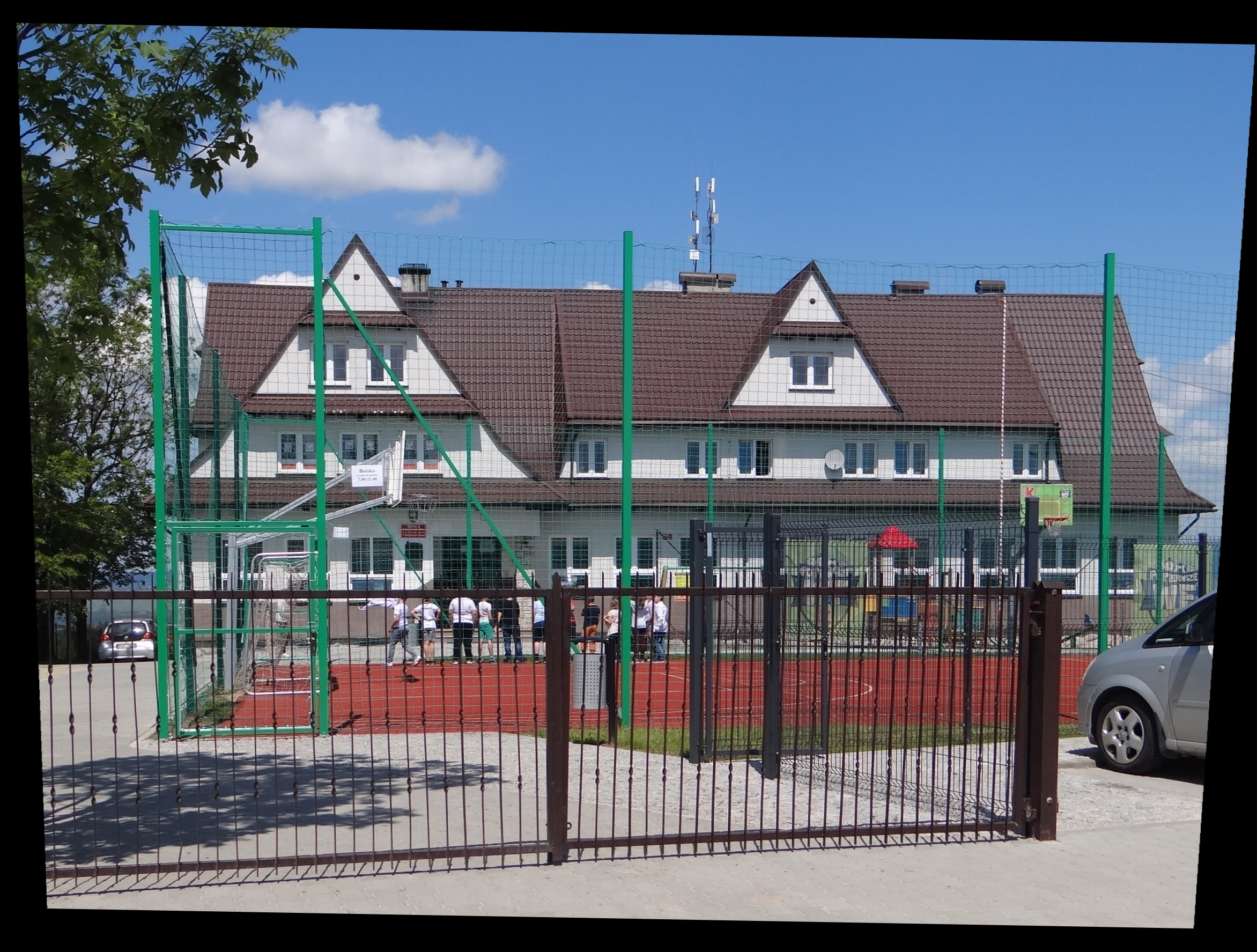
Szkoła